# Calycacanthus magnusianus
Calycacanthus magnusianus är en akantusväxtart som beskrevs av Karl Moritz Schumann. Calycacanthus magnusianus ingår i släktet Calycacanthus och familjen akantusväxter. Inga underarter finns listade i Catalogue of Life.